# Oberea flavipes
Oberea flavipes là một loài bọ cánh cứng trong họ Cerambycidae.